# Elisabeta Turcu
Elisabeta Turcu (n. 2 mai 1953, Ploiești, România) este o gimnastă artistică care a reprezentat România la Jocurile Olimpice de vară din 1972.